# 사이시야트족

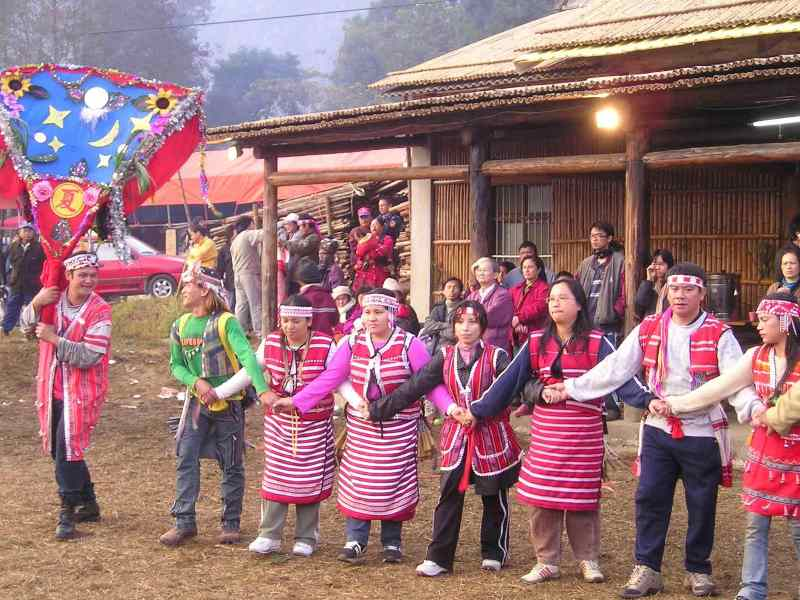
파스타아이(Pas-ta'ai) 의식을 치르는 먀오리현의 사이시야트족

사이시야트족(Saisiyat / Saisiat, 중국어: 賽夏族 싸이샤족[*])은 대만 원주민족의 하나이다. 대만 서부의 신주현과 먀오리현의 경계에 걸쳐 살았다. 크게 신주현의 북부 집단과 먀오리현의 남부 집단으로 구분되어 각각 고유의 방언을 가졌다. 이들의 언어는 사이시야트어로 불린다. 2020년 기준 인구는 6,743명이다.

## 같이 보기
- 대만 원주민